# Leucania grisea
Leucania grisea là một loài bướm đêm trong họ Noctuidae.